# (R)-pantolakton dehidrogenaza (flavin)
-pantolakton dehidrogenaza (flavin) (EC 1.1.99.27, 2-dehidropantolaktonska reduktaza (flavin), 2-dehidropantoil-laktonska reduktaza (flavin), (R)-pantoillaktonska dehidrogenaza (flavin)) je enzim sa sistematskim imenom (R)-pantolakton:akceptor oksidoreduktaza (flavin-containing). Ovaj enzim katalizuje sledeću hemijsku reakciju
()-pantolakton + akceptor {\displaystyle \rightleftharpoons } 2-dehidropantolakton + redukovani akceptor
Ovaj enzim je visoko specifičan za (R)-pantolakton. Fenazin methosulfat (PMS) može da deluje kao akceptor. Ovaj enzim je izučavan kod bakterije Nocardia asteroides i pokazano je da vezan za membranu, kao i da se može indukovati 1,2-propandiolom. FMN kofaktor je nekovalentno vezan.

## Literatura
- Nicholas C. Price; Lewis Stevens (1999). Fundamentals of Enzymology: The Cell and Molecular Biology of Catalytic Proteins (Third изд.). USA: Oxford University Press. ISBN 019850229X.
- Eric J. Toone (2006). Advances in Enzymology and Related Areas of Molecular Biology, Protein Evolution (Volume 75 изд.). Wiley-Interscience. ISBN 0471205036.
- Branden C; Tooze J. Introduction to Protein Structure. New York, NY: Garland Publishing. ISBN 0-8153-2305-0.
- Irwin H. Segel. Enzyme Kinetics: Behavior and Analysis of Rapid Equilibrium and Steady-State Enzyme Systems (Book 44 изд.). Wiley Classics Library. ISBN 0471303097.
- William P. Jencks (1987). Catalysis in Chemistry and Enzymology. Dover Publications. ISBN 0486654605.

## Spoljašnje veze
- (R)-pantolactone+dehydrogenase+(flavin) на 